# Fischbachalm (Mittenwald)
Die Fischbachalm ist eine Alm im Vorkarwendel. Sie liegt im Gemeindegebiet von Mittenwald.
Das Almgebiet befindet sich auf einer Einsattelung des nördlichsten Vorkarwendelkamms in der Soierngruppe.
Der Lakaiensteig, der schon von König Ludwig II. auf dem Weg zu den Soiernseen genutzt wurde, führt an der Alm vorbei.
Der Soiernweg verläuft wenig unter im Tal des Fischbachs.
Die Alm wird am einfachsten über einen 
guten Fahrweg von Krün aus erreicht.